# (3035) Chambers
(3035) Chambers (A924 EJ; 1954 EK; 1967 GN; 1973 UO1; 1977 RT6; 1984 FF; 1984 GS) ist ein ungefähr 14 Kilometer großer Asteroid des mittleren Hauptgürtels, der am 7. März 1924 vom deutschen (damals: Weimarer Republik) Astronomen Karl Wilhelm Reinmuth an der Landessternwarte Heidelberg-Königstuhl auf dem Westgipfel des Königstuhls bei Heidelberg (IAU-Code 024) entdeckt wurde.

## Benennung
(3035) Chambers wurde nach John Eric Chambers (* 1969) benannt, der am Harvard-Smithsonian Center for Astrophysics tätig ist. Die Benennung wurde von Mitgliedern der Planetary Sciences division vorgeschlagen.